# Auvare
 Auvare  (en occitano Auvara) es una población y comuna francesa, en la región de Provenza-Alpes-Costa Azul, departamento de Alpes Marítimos, en el distrito de Niza y cantón de Puget-Théniers.

## Demografía
| 121 | 101 | 123 | 134 | abs. | 134 | 129 | abs. | 105 | 118 | 117 | 126 | 140 | 126 | 107 | 90 | 91 | 102 | 77 | 93 | 83 | 76 | 66 | 62 | 29 | 15 | 10 | 13 | 14 | 36 | 37 | 44 |
| Para los censos de 1962 a 1999 la población legal corresponde a la población sin duplicidades (Fuente: INSEE [Consultar]) |     |     |     |      |     |     |      |     |     |     |     |     |     |     |    |    |     |    |    |    |    |    |    |    |    |    |    |    |    |    |    |